# 1712 у літературі

## Події
- В Тбілісі вперше надруковано поему Шота Руставелі «Витязь у тигровій шкурі».

## Книги

### П'єси
- «Розсудливий та справедливий батько» (фр. «Le Père prudent et équitable») — комедія П'єра де Маріво.

### Поезія
- «Викрадення кучеря» (англ. «The Rape of the Lock») — поема Александера Поупа (перша редакція поеми, друга редакція написана у 1714 році).

## Народились
- 28 червня — Жан-Жак Руссо, французький філософ, письменник.
- 1 листопада — Антоніо Дженовезі, італійський філософ, письменник.
- 11 грудня — Франческо Альґаротті, італійський учений, письменник, політичний діяч, філософ і знавець мистецтва.

## Померли
- 5 квітня — Ян Луйкен, нідерландський поет, художник.